# Architettura del Settecento
L'architettura del Settecento è caratterizzata dalla coesistenza di più stili, frutto di diverse tendenze culturali.

## Storia
La prima metà del XVIII secolo coincise con l'affermazione del Rococò, da alcuni considerata come l'ultima fase del Barocco.
Lo stile si sviluppò in Francia come elemento decorativo caratterizzato da una forte luminosità cromatica, in opposizione all'oscurità barocca; fu proprio dalla Francia, e da Parigi in particolare, che la nuova moda si diffuse in gran parte d'Europa, ed in particolare in Germania ed Austria.
Se il Barocco aveva la funzione di esaltare il ruolo della monarchia e della Chiesa, il Rococò aprì un secolo nel quale si verificarono rivoluzioni culturali tali da mettere in discussione gli ideali ed i valori maturati sino ad allora.
In architettura si accentuò la differenziazione tra gli esterni e gli spazi interni, dove prevalsero ambienti riccamente arredati; le opere principali sono da ricercare ad esempio nelle realizzazioni di Johann Bernhard Fischer von Erlach, Johann Balthasar Neumann e Filippo Juvarra.
La cultura neoclassica invece si affermò nella seconda metà del secolo, in contrapposizione al Rococò; l'Illuminismo, la riscoperta dell'arte classica e l'avvio dei primi scavi archeologici a Pompei ed Ercolano, portarono alla rapida diffusione di nuovi ideali.
Secondo alcuni studiosi, l'architettura neoclassica si formò a Roma, dove alcuni studiosi francesi dell'Académie française progettarono numerosi edifici celebrativi ispirati alle strutture dell'antichità. Le opere maggiori sorsero però a Parigi e tra queste è doveroso ricordare la chiesa di Ste-Geneviève ed il Petit Trianon; invece in Inghilterra le tendenze classiche si fusero con quelle palladiane, dando vita a numerose residenze private.
Sul finire del secolo, accanto al Neoclassicismo prese avvio il Neogotico, basato su un approccio storico; entrambi i movimenti, caratterizzati dalla passione per l'archeologia, non furono rilegati solo all'architettura, ma si estesero anche ad altri campi artistici e alla letteratura.
Il Neogotico si sviluppò in Inghilterra, inizialmente con la realizzazione dei giardini paesaggistici e di alcune eccentriche residenze, come la villa di Strawberry Hill; la sua diffusione in gran parte dell'Europa e nell'America settentrionale risale però al XIX secolo.

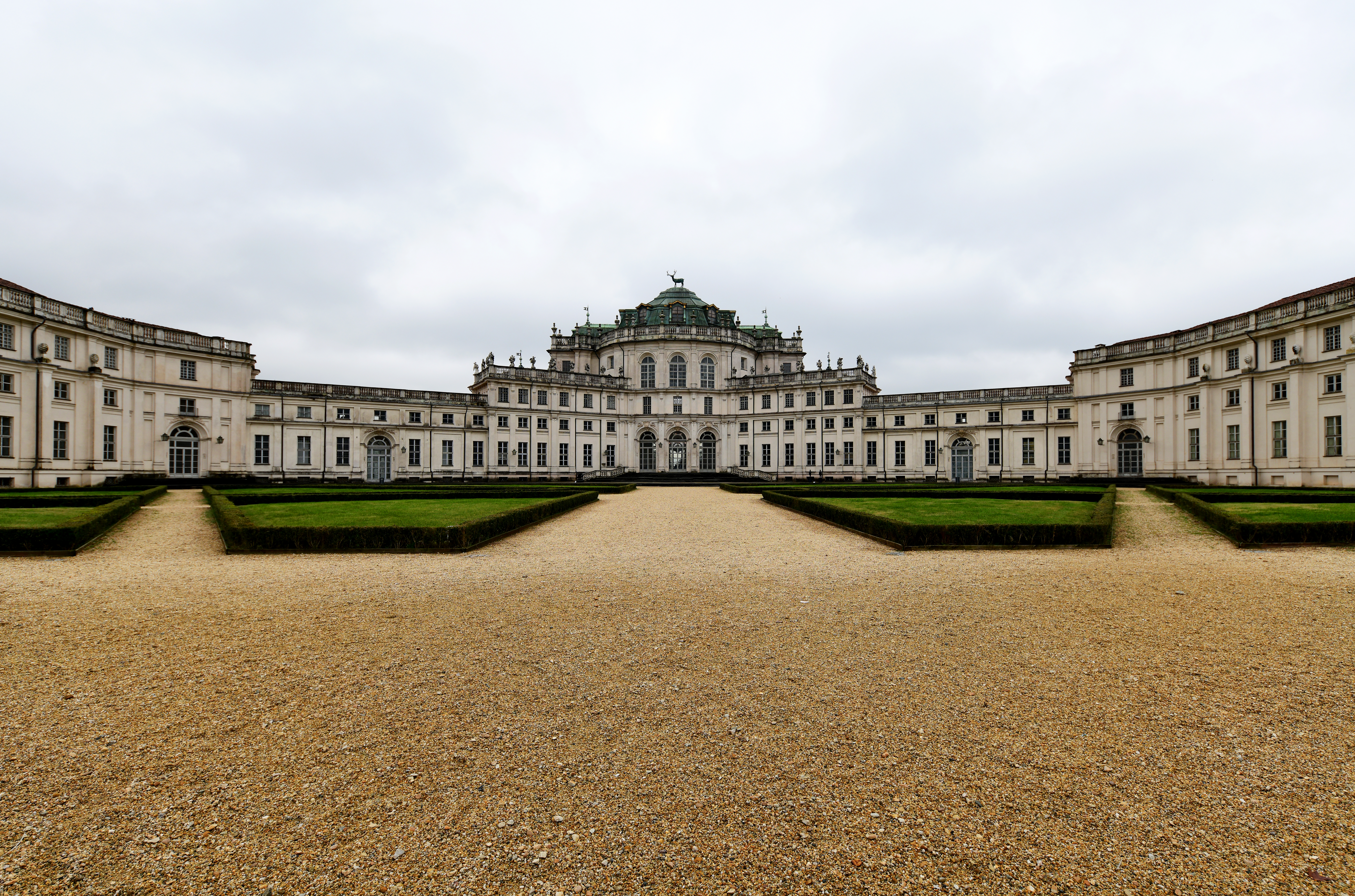
Palazzina di caccia di Stupinigi
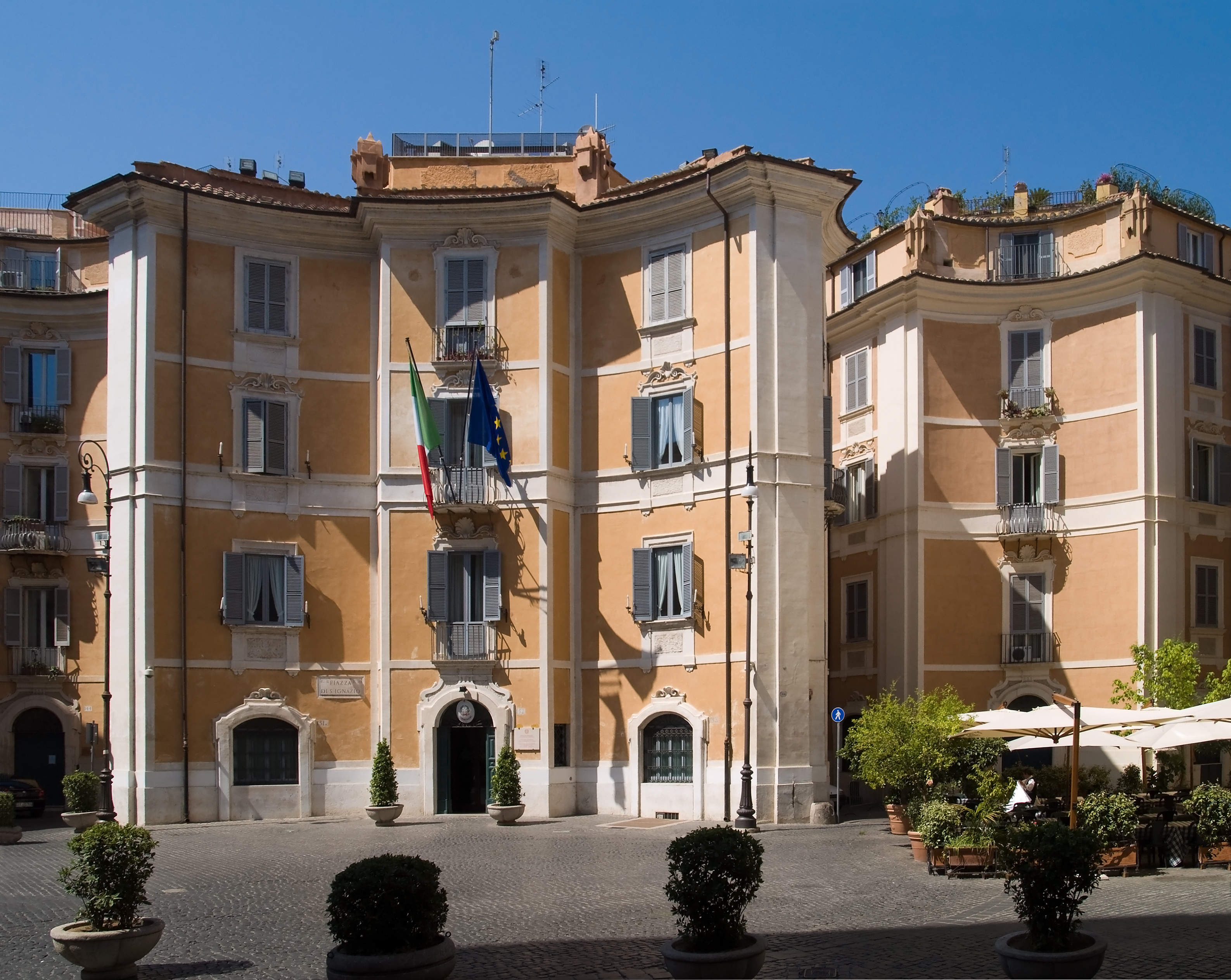
Piazza Sant'Ignazio, Roma
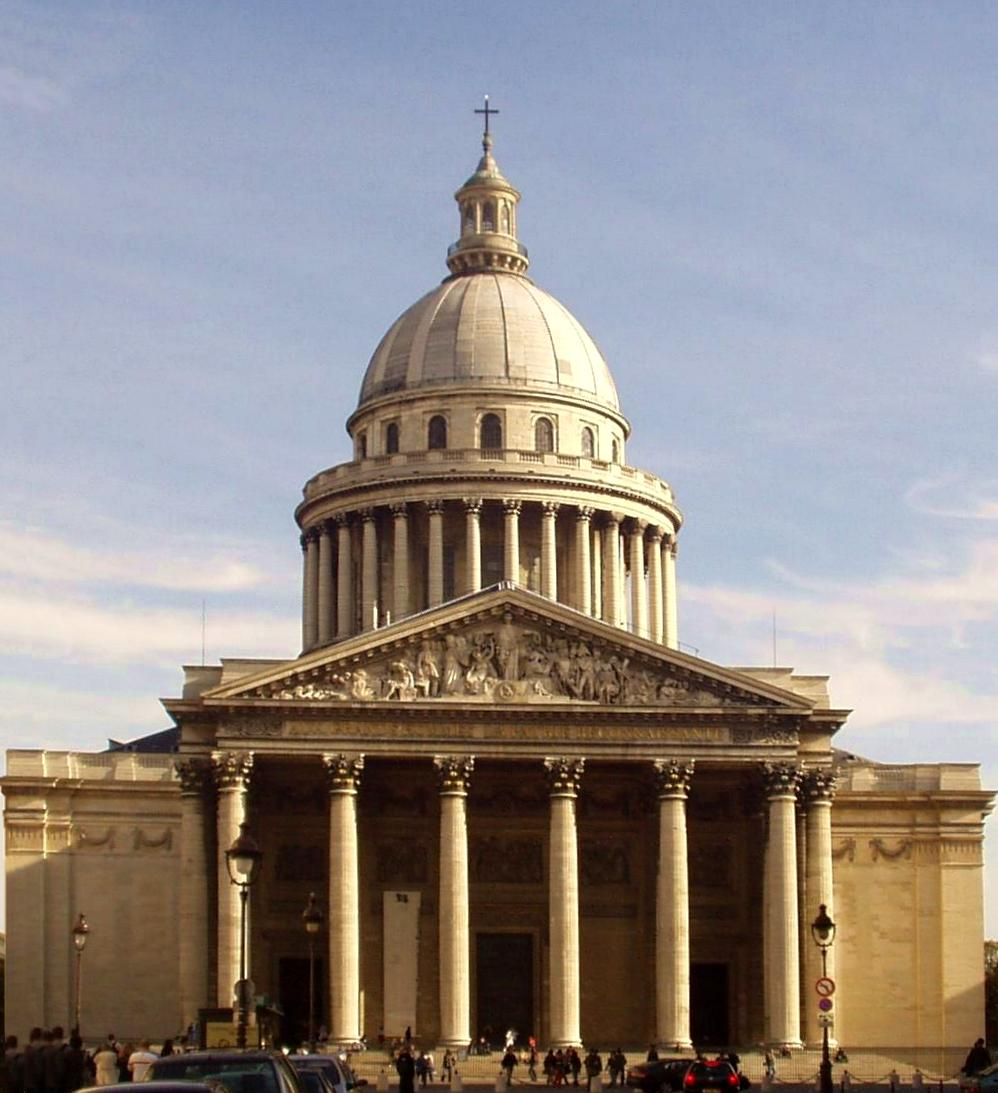
Pantheon
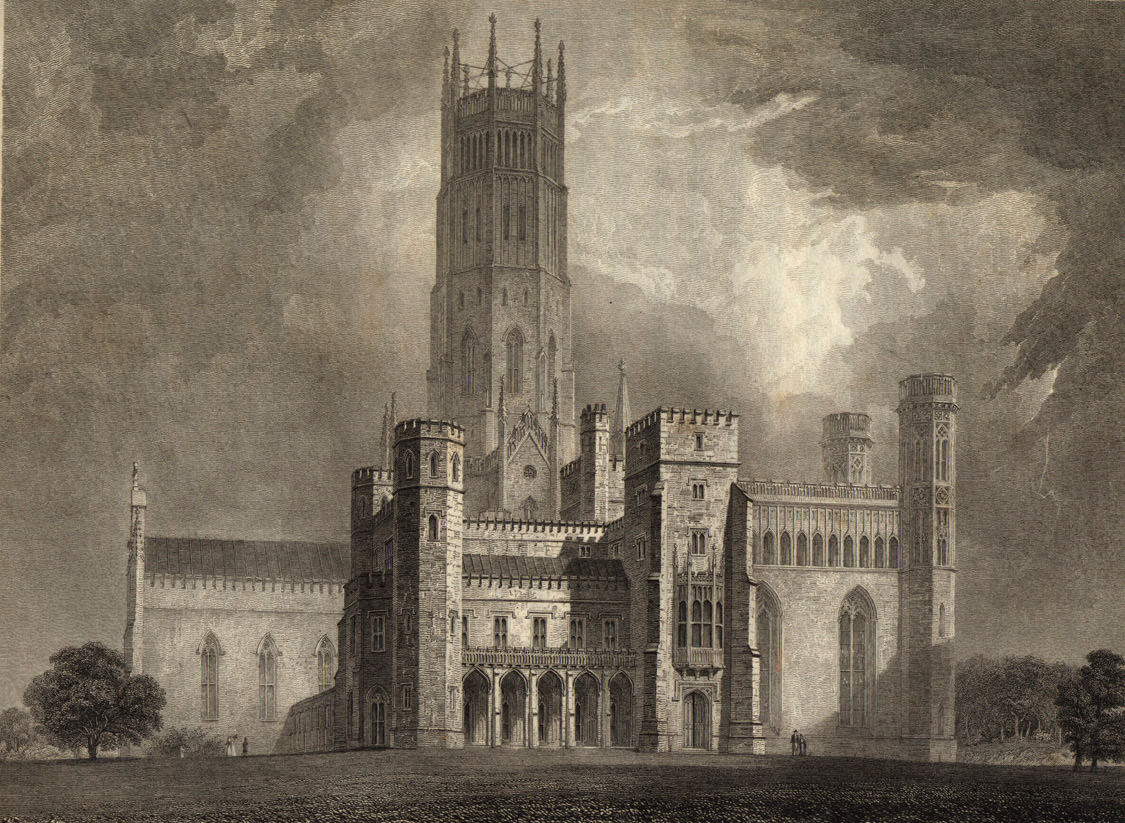
Fonthill Abbey

## Periodizzazione e diffusione
- Architettura rococò
- Architettura neoclassica
- Architettura neogreca
- Neopalladianesimo
- Architettura coloniale statunitense
- Architettura georgiana
- Architettura neogotica